# 室女座星系團
室女座星系團（英語：Virgo Cluster）是一個距離地球53.8±0.3百萬光年（16.5±0.1百萬秒差距），位於室女座的星系團。它擁有2,000個星系，并組成更巨大的室女座超星系團的中心部份，而我們銀河系所在的本星系群只是這個集團的外圍成員。估計這個集團的中心8度半徑（220萬秒差距）範圍內的質量是1.2×1015M☉。
這個集團中較明亮的一些星系，包括巨大橢圓星系M87，都在1770年代末至1780年代初被梅西爾收錄在他的類似彗星天體的梅西爾天體列表中。它們最初被形容為「不含恆星的星雲」（nebulae without stars），直到1920年代人們才認清它們的真正本質。這個星系集團的中心部分在室女座中延伸的弧度長達8度，其中有許多星系都能用小望遠鏡看見。

## 特徵
這個集團中的螺旋和橢圓星系的分布相當均勻，在2004年，這個集團中的螺旋星系被認為是分布在一個舒展在長度擴展為寬度4倍的長方形細絲（從銀河系看過去）。橢圓星系則比螺旋星系較為集中在中心。
這個星系團被認為至少分成三個次集團，分別以M87、M86和M49為各自的中心。三個次集團之中，以包含M87的次集團佔有星系團最大比重的質量，擁有大約1014個太陽質量。
有許多星系的速度相對於星系團中心的速度高達1,600公里/秒，由這麼高的本動速度顯示出這群星系擁有更大的質量。

室女座星系團位於本超星系團之中，它的重力影響減緩了鄰近星系的速度。這個集團巨大的質量大約減緩了本地群10%的退行速度。

## 室女座星系團中顯著的亮星系
下面是室女座星系團中較明亮而顯著的星系清單，他們有些是在次級團內。需要注意的是，有些星系在不同的星表中會分類至不同的子集團內（sources )：

### 梅西爾目錄中的天體
M49（室女座B）, 
M58（室女座A）, 
M59（室女座E）, 
M60（室女座E）, 
M61（星雲 S）, 
M84（室女座A）, 
M85（室女座A）, 
M86（室女座A）, 
M87（室女座A）, 
M88（室女座A）, 
M89（室女座A）, 
M90（室女座A）, 
M91（室女座A）, 
M98（室女座A）, 
M99（室女座A）, 
M100（室女座A）。

### 不在梅西爾目錄中的NGC天體
NGC 4216（室女座A）, 
NGC 4435（室女座A）, 
NGC 4438（室女座A）, 
NGC 4450（室女座A）, 
NGC 4526（室女座B）, 
NGC 4536（星雲 S）, 
NGC 4567（室女座A）, 
NGC 4568（室女座A）, 
NGC 4651（在星系團邊緣，不屬於任何子集團）。

## 外部連結
- The Virgo Cluster at An Atlas of the Universe（页面存档备份，存于）
- California Institute of Technology site（页面存档备份，存于） on Virgo cluster.
- Heron Island Proceedings（页面存档备份，存于）
- Chandra X-Ray Observatory: The Virgo Cluster
- The Virgo Cluster of Galaxies, SEDS Messier pages
- WIKISKY.ORG: SDSS image, Virgo Cluster（页面存档备份，存于）